# PartyNextDoor

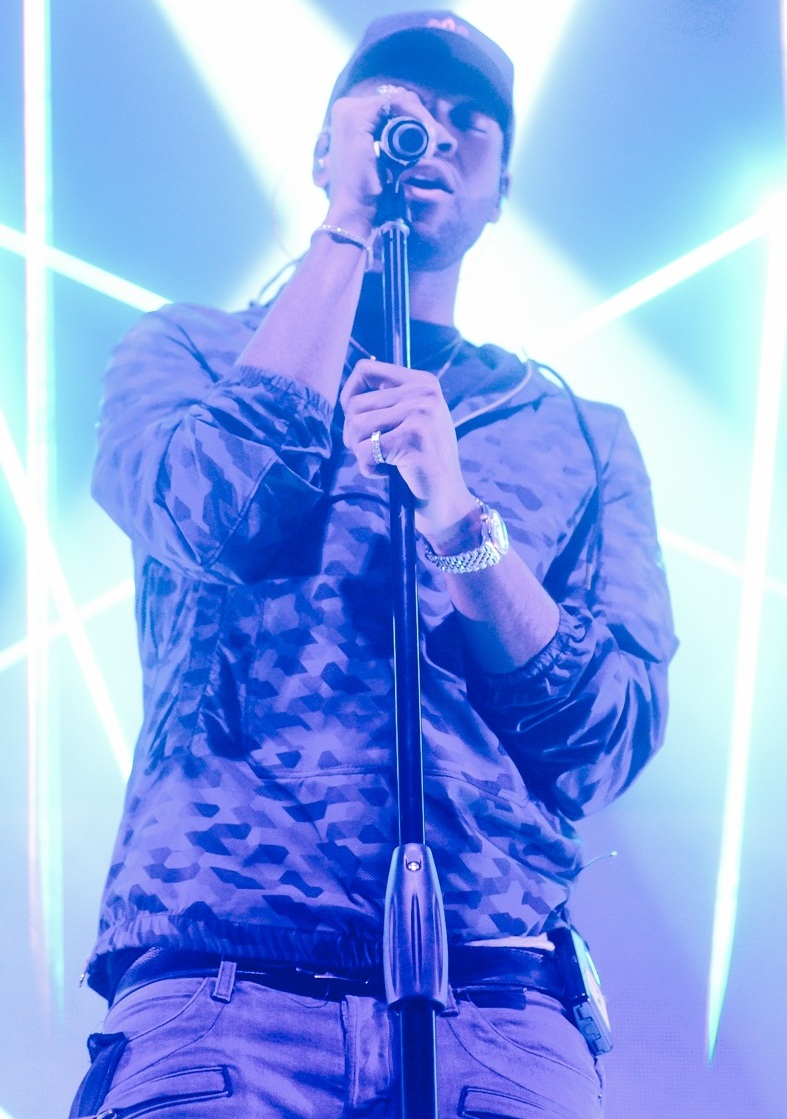
PartyNextDoor (występ w listopadzie 2016)

PartyNextDoor (stylizowane na PARTYNEXTDOOR), właśc. Jahron Anthony Brathwaite (ur. 3 lipca 1993 w Mississaudze) – kanadyjski raper, piosenkarz, autor tekstów i producent muzyczny.
PartyNextDoor był pierwszym artystą, który podpisał kontrakt z wytwórnią OVO Sound, należącą do Drake’a, w 2013 roku, a potem w tym samym roku wydał swój pierwszy minialbum zatytułowany PartyNextDoor. W 2014 wydał pierwszy album studyjny pt. PartyNextDoor Two oraz kolejny minialbum – PNDColours – a w 2016 album PartyNextDoor 3. Współpracował z takimi twórcami jak Drake, Big Sean i Jeremih. Raper odniósł sukces również jako autor tekstów; napisał (przy współpracy z innymi muzykami) singel „Work” z albumu Anti Rihanny, który dotarł do pierwszego miejsca na liście przebojów Hot 100 tygodnika „Billboard”.

## Kariera
PartyNextDoor urodził się w Mississaudze w Kanadzie. Matka rapera pochodzi z Jamajki, a ojciec z Trynidadu i Tobago. Początkowo tworzył muzykę elektroniczną i R&B pod prawdziwym imieniem (Jahron B). Jego pseudonim wziął się od nazwy filtra audio należącego do cyfrowej stacji roboczej do obróbki dźwięku FL Studio. W wieku 18 lat podpisał umowę z Warner/Chappell Music, gdzie pracował jako autor tekstów. Współpracował następnie (dzięki pomocy Boi-1da) ze współzałożycielami OVO Sound: Oliverem El-Khatibem i Drakiem. Podpisanie umowy z wytwórnią zostało ogłoszone wraz z wydaniem utworu „Make a Mil” na blogu Drake’a o nazwie October’s Very Own. Pierwsza EP-ka rapera, PartyNextDoor, została wydana w iTunes Store 1 lipca 2013. Album dotarł na listy tygodnika „Billboard”: do szóstego miejsca na liście Heatseekers Albums przy sprzedaży rzędu 2000 płyt i do trzydziestego czwartego na liście Top R&B/Hip-Hop Albums 20 lipca 2013. Był wokalistą wspierającym w dwóch utworach z trzeciego albumu Drake’a pt. Nothing Was the Same: „Own It” i „Come Thru”.
14 lipca 2014 PartyNextDoor ogłosił, że jego debiutancki album studyjny, PartyNextDoor Two, zostanie wydany 29 lipca tego samego roku w USA przez OVO Sound i Warner Bros. Records. Album został udostępniony dla osób zamawiających przedpremierowo za pośrednictwem iTunes Store 15 lipca. Wydano z niego takie single, jak „Muse”, „Her Way”, „Sex on the Beach” i „Recognize” (z gościnnym udziałem Drake’a), który był notowany na listach tygodnika „Billboard”. 3 grudnia 2014 muzyk wydał kolejną EP-kę, zatytułowaną PNDColours, z 4 utworami, a także ujawnił daty swojej trasy koncertowej PND LIVE World Tour, która obejmowała miasta w Ameryce Północnej i Europie. W 2015 wyprodukował 3 piosenki z mixtape’u Drake’a pt. If You’re Reading This It’s Too Late: „Legend”, „Preach” i „Wednesday Night Interlude”.
Jego pierwszą piosenką, która dotarła do najwyższego miejsca na liście przebojów, był singel „Work” Rihanny z jej ósmego albumu studyjnego pt. Anti, do którego napisał słowa. Utwór utrzymywał się na pierwszej pozycji listy Hot 100 przez 9 kolejnych tygodni. Artysta napisał również słowa do piosenki „Sex with Me” z tego samego albumu. 25 marca 2016 PartyNextDoor wydał singiel „Come and See Me”, w którym gościnnie wystąpił Drake, pochodzący z jego drugiego albumu studyjnego – PartyNextDoor 3 (znany także pod nazwą P3). Teledysk wyreżyserowany przez jego wspólnika Adriana Martineza, zawierający występy gościnne Kylie Jenner, Big Seana i Jhené Aiko, został wydany w aplikacji Snapchat 23 czerwca 2016. 15 czerwca tego samego roku Jeremih powołał się na stację radiową Real 92.3 z Los Angeles, aby ogłosić pracę nad wspólnym albumem z PartyNextDoorem zatytułowanym Late Night Party.
2 lipca 2016 PartyNextDoor wydał kolejny singiel, „Like That”, we współpracy z Jeremih i Lil Wayne’em, w stacji radiowej należącej do OVO Sound. 21 lipca 2016 ogłosił, że drugi album studyjny pt. PartyNextDoor 3 zostanie wydany 12 sierpnia 2016 roku, i wydał drugi singiel z albumu – „Not Nice”.
Razem z Jeremih koncertował w 2016 i ogłosił plan wydania wspólnego projektu.

## Dyskografia

### Albumy studyjne
- PartyNextDoor 4 (2024)
- PartyNextDoor Two (2014)
- PartyNextDoor 3 (2016)
- Partymobile (2020)

### Minialbumy
- PartyNextDoor (2013)
- Colours (2014)
- Colours 2 (2017)
- Seven Days (2017)

### Albumy kolaboracyjne
- Late Night Party (z Jeremih) (2015)
- Some Sexy Songs 4 U (z Drake) (2025)

### Single
- „Over Here” (feat. Drake) (2013)
- „Recognize” (feat. Drake) (2014)
- „Sex on the Beach” (2014)
- „Come and See Me” (feat. Drake) (2016)
- „Like Dat” (feat. Jeremih & Lil Wayne) (2016)
- „Not Nice” (2016)

## Trasy koncertowe

### Autorskie
- PND LIVE World Tour (2015)

### Jako piosenkarz wspomagający
- Would You Like a Tour? (z Drakiem)